# Almone
Der Almone (lateinisch Almo) ist ein Fluss in Italien. Er enteht durch Infiltration aus dem Albaner See und durchfließt vom Gebiet der Castelli Romani kommend das südliche Stadtgebiet von Rom und prägt wesentlich eine Kulturlandschaft.

## Geologie
Der Almone hat maßgeblich das Valle della Caffarella (Caffarella-Tal) geprägt, dessen geologische Entstehung 80.000 bis 360.000 Jahre zurückreicht. Es hat eine für ein Flusstal typische U-Form. Der Untergrund ist durch Tuff- und Pozzolanschichten geprägt, welche durch Wasser schnell der Erosion preisgegeben sind. Der Almone trug während der Würm-Eiszeit das vulkanische Material ab und grub ein Flussbett von rund 100 m Tiefe. Später begann der Wasserlauf Sedimente abzulagern, das Flussbett füllte sich wieder auf und das Wasser begann Uferhänge auszuwaschen. Dabei bildeten sich durch die Erosion auch einige Höhlen im Tal.

## Kulturlandschaft
In der Antike und auch in den darauffolgenden Jahrhunderten war das Tal des Almone eine gepflegte Kulturlandschaft. Sowohl was Vegetation und Acker-/Gartenbau angeht, als auch Bau- und Betrieb von Baudenkmälern herrschte eine große Vielfalt. Noch im 19. Jahrhundert wurde das Tal von den Römern als Ausflugsziel in die Sommerfrische genutzt.
Die Intensivierung und unkontrollierte Ausdehnung der Landwirtschaft als auch zunehmende Brachen, der Verfall von Bauwerken sowie die Einleitung von Abwässern in den Fluss ließen das Tal immer mehr verkommen. Auf Höhe der Via Appia Antica wurde in den 1920er Jahren der Flusslauf unter die Erde verlegt. In einem Sammelkanal fließt der Almone in Richtung Kläranlage Rom-Süd. Seine ursprüngliche Tibermündung lag etwa in Höhe des Standortes des heutigen Gasometers.
Erst mit der Gründung des auf Freiwilligenarbeit bauenden Comitato per il Parco della Caffarella und der späteren Gründung des Naturschutzgebietes Parco della Caffarella ab Mitte der 1990er Jahre wurde begonnen, die ursprüngliche Kulturlandschaft durch Naturschutzauflagen, Renaturierung und Restaurierungen wiederherzustellen.

## Kultische Verehrung
Dem Flusstal wurde in der Antike einiges an Verehrung entgegengebracht. Im Tal befanden sich zu jener Zeit mehrere Kultorte, Altäre und Gedenkstätten. Der Almone vor den Toren des alten Roms sorgte mit für die Versorgung der Stadt mit Wasser. Daher wurde jährlich am 27. März eine Statue der Magna Mater aus einem Tempel auf dem Palatin in einer Prozession bis zur Via Ostiense getragen, um in einer kultischen Handlung im Wasser des Almone gewaschen zu werden, wo dieser in den Tiber mündet.
An den Iden des Juli (15. Juli) hielten die römischen Ritter Spiele zu Ehren des Gottes Mars im Gedenken an den Höhepunkt des ersten Latinerkrieges mit der Schlacht am Regillus lacus 493 v. Chr. entlang des Almone ab.

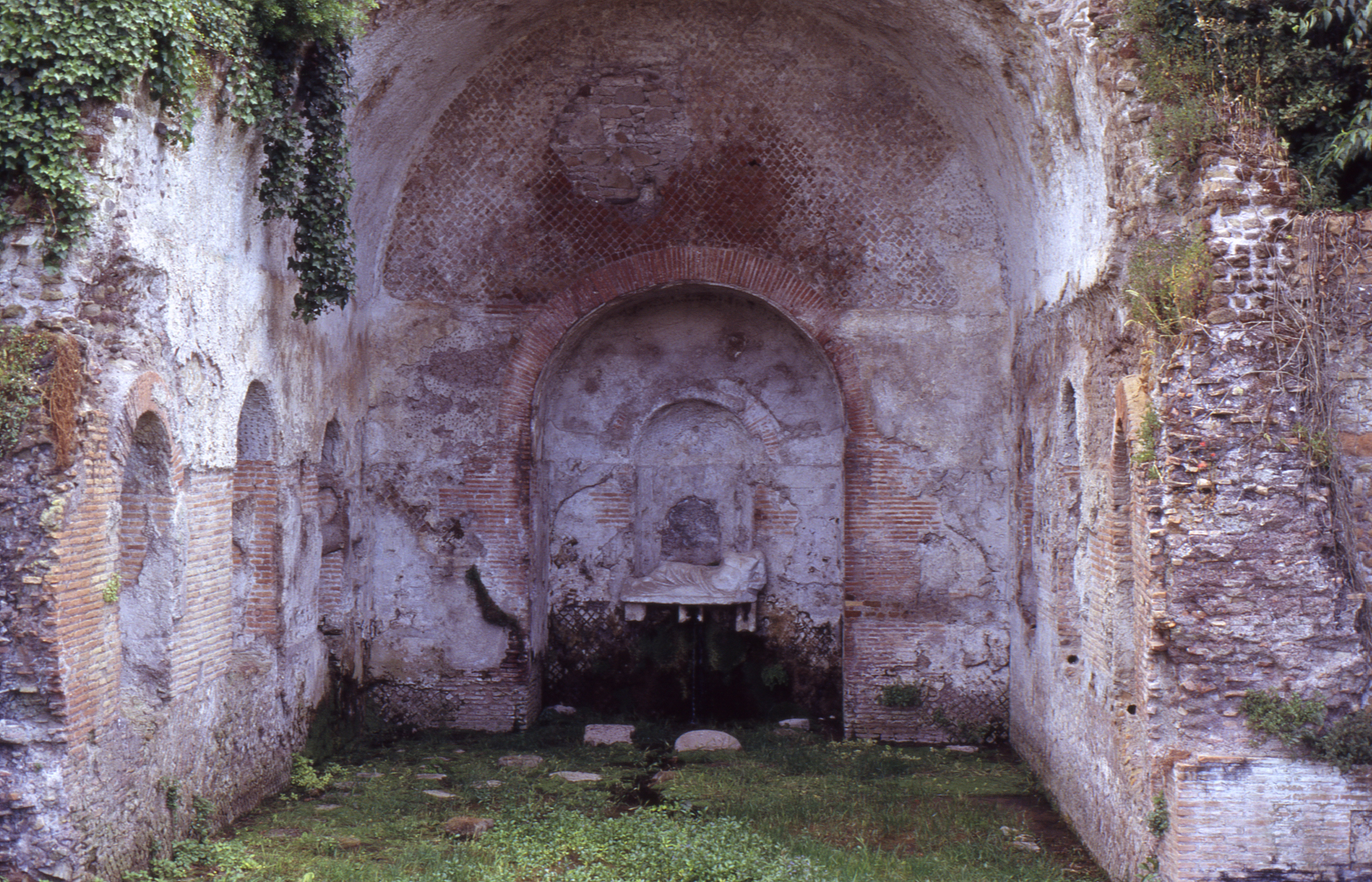
Nymphäum der Egeria im Tal der Caffarella

Ein Hain mit Eichen oberhalb des Tales wurde als Heiligtum der römischen Nymphe Egeria verehrt. Ruinen dieser Kultstätte sind bis heute erhalten. Noch bis ins 19. Jahrhundert befand sich in unmittelbarer Nähe auch ein Ausflugslokal.
Erwähnung findet der Almone auch in Ciceros Abhandlung De Natura Deorum.